# Nati nel 1967/Luglio
| Questa pagina contiene informazioni ricavate automaticamente dalle voci biografiche con l'ausilio del template Bio e di un bot. L'aggiornamento è periodico e automatico e ricostruisce completamente la pagina. Se manca una persona in questa lista, sei pregato di non aggiungerla, ma accertati piuttosto che la sua voce biografica contenga il template Bio e che i dati anagrafici siano correttamente compilati. Se il template Bio manca, inseriscilo tu stesso o, in alternativa, metti l'avviso {{tmp\|Bio}} che ne segnala la mancanza. Se i dati riportati sono sbagliati, correggi direttamente la voce biografica; le modifiche saranno visibili in questa lista entro pochi giorni. Per chiarimenti vedi il progetto biografie. La lista contiene solo le 307 persone che sono citate nell'enciclopedia e per le quali è stato implementato correttamente il template Bio. Pagina aggiornata al 18 ago 2025. |

- 1º luglio - Pamela Anderson, attrice, modella e produttrice televisiva canadese
- 1º luglio - Ernest Barry, ex calciatore maltese
- 1º luglio - Tony Bennett, ex giocatore di football americano statunitense
- 1º luglio - Luca Bottale, doppiatore, direttore del doppiaggio e conduttore televisivo italiano
- 1º luglio - Max Calderan, esploratore italiano
- 1º luglio - Elisabetta Cavallotti, attrice italiana
- 1º luglio - Ritchie Coster, attore britannico
- 1º luglio - Serhij Husjev, ex calciatore ucraino
- 1º luglio - Steve Komphela, allenatore di calcio e ex calciatore sudafricano
- 1º luglio - Marisa Monte, cantante, compositrice e produttrice discografica brasiliana
- 1º luglio - Peter Plate, musicista, cantante e cantautore tedesco
- 1º luglio - Fabrizio Silei, scrittore italiano
- 1º luglio - Mark Takai, politico statunitense († 2016)
- 1º luglio - Darrell Thompson, ex giocatore di football americano statunitense
- 1º luglio - Branko Zorko, ex mezzofondista croato
- 2 luglio - Piera Aiello, politica italiana
- 2 luglio - Claudio Biaggio, allenatore di calcio e ex calciatore argentino
- 2 luglio - Mike Collins, politico statunitense
- 2 luglio - Giuseppe De Donno, medico italiano († 2021)
- 2 luglio - Bret Garnett, ex tennista statunitense
- 2 luglio - Carlo Luglio, regista e sceneggiatore italiano
- 2 luglio - Tina Stowell, politica britannica
- 2 luglio - Paul Wekesa, ex tennista keniota
- 3 luglio - Vladan Alanović, ex cestista croato
- 3 luglio - Sandra Ceccarelli, attrice italiana
- 3 luglio - Derrick Chievous, ex cestista statunitense
- 3 luglio - Henry López Báez, ex calciatore uruguaiano
- 3 luglio - David Macpherson, allenatore di tennis e ex tennista australiano
- 3 luglio - Catia Polidori, politica italiana
- 3 luglio - Dan Slott, fumettista statunitense
- 4 luglio - George Ackles, ex cestista statunitense
- 4 luglio - Michela Andreozzi, regista, attrice e conduttrice radiofonica italiana
- 4 luglio - Sébastien Deleigne, ex pentatleta francese
- 4 luglio - Dejan Đurđević, allenatore di calcio e ex calciatore serbo
- 4 luglio - Greg Kuperberg, matematico statunitense
- 4 luglio - Mohamed Sifaoui, giornalista, scrittore e regista francese
- 5 luglio - Gady Costeff, informatico, manager e compositore di scacchi statunitense
- 5 luglio - Giovanni Dalla Libera, ex cestista italiano
- 5 luglio - Massimo Ghiacci, musicista e bassista italiano
- 5 luglio - Costel Grasu, ex discobolo rumeno
- 5 luglio - Gary Hughes, cantante, compositore e musicista britannico
- 5 luglio - Richard Laxton, regista britannico
- 5 luglio - Christian Miniussi, ex tennista argentino
- 5 luglio - Alan Ogg, cestista statunitense († 2009)
- 5 luglio - Nunzio Ortolano, compositore e direttore d'orchestra italiano
- 5 luglio - Adam Tooze, storico britannico
- 5 luglio - Silvia Ziche, fumettista italiana
- 5 luglio - Mustafa Al-Kadhimi, politico, funzionario e giornalista iracheno
- 6 luglio - Thomas Becker, canoista tedesco
- 6 luglio - Shanda Berry, ex cestista statunitense
- 6 luglio - Italo Bocchino, politico, giornalista e editore italiano
- 6 luglio - Max Gazzè, cantautore, bassista e attore italiano
- 6 luglio - Alvin Harper, ex giocatore di football americano statunitense
- 6 luglio - Glen Mazzara, sceneggiatore e produttore televisivo statunitense
- 6 luglio - Heather Nova, cantautrice e poetessa inglese
- 6 luglio - Stefano Pellegrini, ex calciatore italiano
- 7 luglio - Nazim Ajiyev, ex calciatore kirghiso
- 7 luglio - Ibro Genc, ex calciatore albanese
- 7 luglio - Roberto Gualdi, batterista italiano
- 7 luglio - Tom Kristensen, ex pilota automobilistico danese
- 7 luglio - Adrian Kunz, allenatore di calcio e ex calciatore svizzero
- 7 luglio - Erik van der Meer, allenatore di calcio, dirigente sportivo e ex calciatore olandese
- 7 luglio - Tamara Mellon, imprenditrice britannica
- 7 luglio - Edison Rijna, politico olandese
- 8 luglio - Michael B. Silver, attore statunitense
- 8 luglio - Jordan Chan, cantante, attore e ballerino cinese
- 8 luglio - Marcus Chong, attore statunitense
- 8 luglio - Claudio Corrarati, politico italiano
- 8 luglio - Sylvester Gray, ex cestista statunitense
- 8 luglio - Seo Hyang-soon, ex arciera sudcoreana
- 8 luglio - Željko Tanasković, ex pallavolista serbo
- 8 luglio - Klaus Tschütscher, politico liechtensteinese
- 8 luglio - Sabine Wehr-Hasler, ex snowboarder tedesca
- 9 luglio - Michael Carruth, ex pugile irlandese
- 9 luglio - Jordan Lečkov, ex calciatore bulgaro
- 9 luglio - Khaled Lounici, allenatore di calcio, ex calciatore e ex giocatore di calcio a 5 algerino
- 9 luglio - Katalin Szécsi, ex cestista ungherese
- 9 luglio - Richard Webster, ex rugbista a 15 gallese
- 10 luglio - Tahar Cherif El-Ouazzani, allenatore di calcio e ex calciatore algerino
- 10 luglio - Rebekah Del Rio, cantautrice statunitense († 2025)
- 10 luglio - Jean-Michel Gonzalez, ex rugbista a 15 e allenatore di rugby a 15 francese
- 10 luglio - Paulo Renato Holvorcem, astronomo brasiliano
- 10 luglio - Rusty Jacobs, attore, giornalista e conduttore radiofonico statunitense
- 10 luglio - Morten Kræmer, ex calciatore norvegese
- 10 luglio - Anna Mei, ciclista su strada e mountain biker italiana
- 10 luglio - Hennie le Roux, ex rugbista a 15 e dirigente sportivo sudafricano
- 10 luglio - Ikki Sawamura, attore, modello e cantante giapponese
- 11 luglio - Trygve Allister Diesen, regista e sceneggiatore norvegese
- 11 luglio - Ettore Belmondo, attore italiano
- 11 luglio - Kenny Brown, ex calciatore inglese
- 11 luglio - Jeff Corwin, biologo statunitense
- 11 luglio - A.J. English, ex cestista statunitense
- 11 luglio - Monique Éwanjé-Épée, ex ostacolista francese
- 11 luglio - Jon Harris, montatore, regista e produttore cinematografico britannico
- 11 luglio - John Henson, attore, comico e conduttore televisivo statunitense
- 11 luglio - Berni Huber, allenatore di sci alpino e ex sciatore alpino tedesco
- 11 luglio - Mauro Jagodnich, ex canottiere italiano
- 11 luglio - Jhumpa Lahiri, scrittrice statunitense
- 11 luglio - Thad Matta, ex cestista e allenatore di pallacanestro statunitense
- 11 luglio - Barry McEvoy, attore britannico
- 11 luglio - Bent-Ove Pedersen, ex tennista norvegese
- 11 luglio - Elfie Simchen, ex sciatrice freestyle tedesca
- 11 luglio - Ola Tomas Svensson, ex calciatore svedese
- 12 luglio - Luis Abinader, politico, economista e imprenditore dominicano
- 12 luglio - Alloysius Agu, ex calciatore nigeriano
- 12 luglio - Atsuhiko Ejiri, allenatore di calcio e ex calciatore giapponese
- 12 luglio - Richard Herring, comico e sceneggiatore britannico
- 12 luglio - Adam Johnson, scrittore statunitense
- 12 luglio - Eduardo Malaspina, vescovo cattolico brasiliano
- 12 luglio - Aldo Nove, scrittore e poeta italiano
- 12 luglio - Jules Onana, ex calciatore camerunese
- 12 luglio - John Petrucci, chitarrista e produttore discografico statunitense
- 12 luglio - Bruny Surin, ex velocista e lunghista canadese
- 13 luglio - Kaare Andrews, fumettista, scrittore e regista canadese
- 13 luglio - Zuhair Bakhit, ex calciatore emiratino
- 13 luglio - Benny Benassi, disc jockey e produttore discografico italiano
- 13 luglio - Giovanni Di Giorgi, politico italiano
- 13 luglio - Jane Fraser, dirigente d'azienda statunitense
- 13 luglio - Huh Ki-tae, ex calciatore sudcoreano
- 13 luglio - Serenella Sbrissa, ex mezzofondista italiana
- 14 luglio - Deán Borges, ex cestista statunitense
- 14 luglio - Karsten Braasch, ex tennista tedesco
- 14 luglio - Alfredo Cospito, terrorista e anarchico italiano
- 14 luglio - Kurt Elsasser, cantante e musicista austriaco
- 14 luglio - Thomas Flemming, ex nuotatore tedesco
- 14 luglio - Mitch Halpern, arbitro di pugilato statunitense († 2000)
- 14 luglio - Jeff Jarrett, wrestler e imprenditore statunitense
- 14 luglio - Patrick Kennedy, politico statunitense
- 14 luglio - Kim Gi-hun, ex pattinatore di short track sudcoreano
- 14 luglio - Marios Kōnstantinou, allenatore di calcio e ex calciatore cipriota
- 14 luglio - Leonardo Lavalle, allenatore di tennis e ex tennista messicano
- 14 luglio - Alessandro Lazzaretto, ex giocatore di football americano e allenatore di football americano italiano
- 14 luglio - Mădălina Manole, cantante e compositrice rumena († 2010)
- 14 luglio - Oleg Meleščenko, allenatore di pallacanestro e ex cestista sovietico
- 14 luglio - Darío Ortiz, allenatore di calcio e ex calciatore argentino
- 14 luglio - Valérie Pécresse, politica francese
- 14 luglio - Marcos Aurelio Pérez Caicedo, arcivescovo cattolico ecuadoriano
- 15 luglio - Marina Brogi, economista italiana
- 15 luglio - Des Hazel, ex calciatore nevisiano
- 15 luglio - Carnell Lake, ex giocatore di football americano e allenatore di football americano statunitense
- 15 luglio - Adam Savage, conduttore televisivo statunitense
- 16 luglio - Jonathan Adams, attore statunitense
- 16 luglio - Ergün Batmaz, sollevatore turco
- 16 luglio - Luca Coscioni, politico e attivista italiano († 2006)
- 16 luglio - Oreste Didonè, allenatore di calcio e ex calciatore italiano
- 16 luglio - Will Ferrell, attore, comico e produttore cinematografico statunitense
- 16 luglio - Scott Kelly, cantante e chitarrista statunitense
- 16 luglio - Eissa Meer, ex calciatore emiratino
- 16 luglio - Ibrahim Meer, ex calciatore emiratino
- 16 luglio - Undinė Radzevičiūtė, scrittrice lituana
- 16 luglio - Emerson Ávila, allenatore di calcio brasiliano
- 16 luglio - Joël Stransky, ex rugbista a 15, imprenditore e dirigente d'azienda sudafricano
- 16 luglio - Iryna Čunichovs'ka, ex velista ucraina
- 17 luglio - Ignazio Angioni, politico italiano
- 17 luglio - Dmitrij Apanasenko, pallanuotista russo
- 17 luglio - Susan Ashton, cantante statunitense
- 17 luglio - Michele Coppolillo, ex ciclista su strada italiano
- 17 luglio - René Friedl, ex slittinista tedesco
- 17 luglio - Elmar Huseynov, giornalista azero († 2005)
- 17 luglio - Li Xiao, allenatore di calcio e ex calciatore cinese
- 17 luglio - Regina Lund, cantante e attrice finlandese
- 17 luglio - Paolo Mastrantonio, ex calciatore italiano
- 17 luglio - Kevin Pritchard, ex cestista, allenatore di pallacanestro e dirigente sportivo statunitense
- 17 luglio - Loredana Rossi, ex triplista italiana
- 17 luglio - Marcel Sulliger, ex sciatore alpino svizzero
- 17 luglio - Bengt Zikarsky, ex nuotatore tedesco
- 17 luglio - Björn Zikarsky, ex nuotatore tedesco
- 18 luglio - Nelson Alcides Cabrera, ex calciatore uruguaiano
- 18 luglio - Molly Culver, attrice statunitense
- 18 luglio - Ali Javadi, ex calciatore e ex giocatore di calcio a 5 iraniano
- 18 luglio - Peter Kelamis, attore e cabarettista canadese
- 18 luglio - Pietro Lorefice, politico italiano
- 18 luglio - Amar Osim, allenatore di calcio e ex calciatore bosniaco
- 18 luglio - Steve Pittman, allenatore di calcio e ex calciatore statunitense
- 18 luglio - Leonardo Semplici, allenatore di calcio e ex calciatore italiano
- 18 luglio - Vin Diesel, attore, produttore cinematografico e regista statunitense
- 19 luglio - Yael Abecassis, attrice e modella israeliana
- 19 luglio - Massimo Adinolfi, filosofo, giornalista e saggista italiano
- 19 luglio - Christian Bergström, ex tennista svedese
- 19 luglio - Carles Busquets, ex calciatore spagnolo
- 19 luglio - Paolo Cecchetto, paraciclista italiano
- 19 luglio - Anne Riitta Ciccone, regista e sceneggiatrice finlandese
- 19 luglio - Alexis Elizalde, ex discobolo cubano
- 19 luglio - Gabriel Favale, ex arbitro di calcio argentino
- 19 luglio - Robb Flynn, cantante e chitarrista statunitense
- 19 luglio - Michael Gier, ex canottiere svizzero
- 19 luglio - Steffen Heidrich, ex calciatore tedesco orientale
- 19 luglio - Wladimir Kaminer, scrittore, giornalista e disc jockey russo
- 19 luglio - Dumitru Răducanu, ex canottiere rumeno
- 20 luglio - Gemma Bertagnolli, soprano italiano
- 20 luglio - Paulo Cezar Costa, cardinale e arcivescovo cattolico brasiliano
- 20 luglio - Andrea De Rosa, regista italiano
- 20 luglio - Reed Diamond, attore statunitense
- 20 luglio - Rodney Eastman, attore canadese
- 20 luglio - Giorgi Kvirikashvili, politico georgiano
- 20 luglio - Jon Normile, ex schermidore statunitense
- 20 luglio - Julian Rhind-Tutt, attore britannico
- 20 luglio - Leslie Santos, ex calciatore e ex giocatore di calcio a 5 hongkonghese
- 20 luglio - Courtney Taylor-Taylor, cantante e chitarrista statunitense
- 20 luglio - Markus Wallner, politico austriaco
- 20 luglio - Davyd Žvanija, politico ucraino († 2022)
- 21 luglio - Dmitrij Jur'evič Cholodov, giornalista russo († 1994)
- 21 luglio - Raffaele De Ritis, regista teatrale e storico italiano
- 21 luglio - Roxanne Durchame, sceneggiatrice, animatrice e character designer britannica
- 21 luglio - Francesca Fiorentini, doppiatrice italiana
- 21 luglio - Tore Meinecke, ex tennista tedesco
- 21 luglio - Mick Mulvaney, politico statunitense
- 21 luglio - Vincenzo Palermo, compositore italiano
- 21 luglio - Fausto Pizzi, dirigente sportivo, allenatore di calcio e ex calciatore italiano
- 21 luglio - Xavier Bosch i Sancho, scrittore e giornalista spagnolo
- 22 luglio - Pat Badger, bassista statunitense
- 22 luglio - Irene Bedard, attrice e doppiatrice statunitense
- 22 luglio - Nail Beširović, ex calciatore bosniaco
- 22 luglio - Svetlana Fedotkina, ex pattinatrice di velocità su ghiaccio russa
- 22 luglio - Alex Fernandez, attore statunitense
- 22 luglio - Rhys Ifans, attore gallese
- 22 luglio - Monique Javer, ex tennista britannica
- 22 luglio - Daniele Moschioni, politico italiano
- 22 luglio - Carmine Nunziata, allenatore di calcio e ex calciatore italiano
- 22 luglio - James Oswald, allevatore e scrittore britannico
- 22 luglio - Gianluigi Pasquale, teologo italiano
- 23 luglio - Giorgia Fiorio, fotografa e cantante italiana
- 23 luglio - Philip Seymour Hoffman, attore statunitense († 2014)
- 23 luglio - Nicole Jagerman, ex tennista olandese
- 23 luglio - Irina Kiseleva, ex pentatleta sovietica
- 23 luglio - Kem, cantautore statunitense
- 23 luglio - Stauros Papastaurou, politico greco
- 23 luglio - Titiyo, cantante e musicista svedese
- 23 luglio - Noboru Ueda, pilota motociclistico giapponese
- 23 luglio - Mariane Pearl, scrittrice e giornalista francese
- 24 luglio - Lucianna De Falco, attrice italiana
- 24 luglio - Francesco Fradella, ex giocatore di calcio a 5 italiano
- 24 luglio - Raf Hernalsteen, ex giocatore di calcio a 5 belga
- 24 luglio - Anssi Nieminen, ex saltatore con gli sci finlandese
- 24 luglio - Nick Nurse, allenatore di pallacanestro statunitense
- 24 luglio - Park Kwang-hyun, ex calciatore sudcoreano
- 24 luglio - Juan Carlos Portal, ex giocatore di calcio a 5 cubano
- 24 luglio - Cleophus Prince Jr., serial killer statunitense
- 24 luglio - Francisco Solano, ex giocatore di calcio a 5 paraguaiano
- 25 luglio - Éric Bernard, pilota motociclistico francese
- 25 luglio - Thierry Dusserre, biatleta francese
- 25 luglio - Magdalena Forsberg, ex fondista e biatleta svedese
- 25 luglio - Günther, cantante svedese
- 25 luglio - Matt LeBlanc, attore statunitense
- 25 luglio - Ruth Peetoom, politica olandese
- 25 luglio - Marco Ponti, regista, sceneggiatore e drammaturgo italiano
- 25 luglio - Wendy Raquel Robinson, attrice statunitense
- 25 luglio - Kelly Skipper, ex giocatore di football americano e allenatore di football americano statunitense
- 25 luglio - Tommy Skjerven, arbitro di calcio norvegese
- 25 luglio - Nobuyuki Wakai, pilota motociclistico giapponese († 1993)
- 25 luglio - Margarita Zavala Gómez del Campo, politica e avvocato messicana
- 25 luglio - Heidi Zeller-Bähler, ex sciatrice alpina svizzera
- 26 luglio - Viviana Ballabio, ex cestista e dirigente sportiva italiana
- 26 luglio - Paolo Cangini, allenatore di calcio e ex calciatore italiano
- 26 luglio - Sharon Drucker, allenatore di pallacanestro e ex cestista israeliano
- 26 luglio - Calogero Giallanza, flautista italiano
- 26 luglio - Marco Monti, ex calciatore italiano
- 26 luglio - Takeshi Motoyoshi, ex calciatore giapponese
- 26 luglio - Annabelle Mouloudji, cantante e scrittrice francese
- 26 luglio - Páll á Reynatúgvu, politico e ex calciatore faroese
- 26 luglio - Tim Schafer, autore di videogiochi statunitense
- 26 luglio - Jason Statham, attore, produttore cinematografico e artista marziale britannico
- 26 luglio - Vladan Vićević, ex calciatore jugoslavo
- 27 luglio - Rahul Bose, attore, regista e sceneggiatore indiano
- 27 luglio - Giuseppe Fornaciari, calciatore italiano († 2025)
- 27 luglio - Corrado Fumagalli, conduttore televisivo italiano
- 27 luglio - Torbjörn Gehrke, ex cestista e allenatore di pallacanestro svedese
- 27 luglio - Juliana Hatfield, cantautrice e musicista statunitense
- 27 luglio - Yannick Jadot, politico e attivista francese
- 27 luglio - Sasha Mitchell, attore statunitense
- 27 luglio - Trampas Parker, pilota motociclistico statunitense
- 27 luglio - Enzo Rapisarda, attore, regista e drammaturgo italiano
- 27 luglio - Monique Sluyter, modella, conduttrice televisiva e cantante olandese
- 27 luglio - Kellie Waymire, attrice statunitense († 2003)
- 28 luglio - Tito Cicciò, ex rugbista a 15, allenatore di rugby a 15 e dirigente sportivo italiano
- 28 luglio - Jesús Diego Cota, ex calciatore spagnolo
- 28 luglio - Aljaksandr Hal'čanjuk, ex hockeista su ghiaccio sovietico
- 28 luglio - Attila Horváth, discobolo ungherese († 2020)
- 28 luglio - Carlos Jacott, attore statunitense
- 28 luglio - Domenico Menorello, politico italiano
- 28 luglio - Lucas Mondelo, allenatore di pallacanestro spagnolo
- 28 luglio - Anthony Smith, ex giocatore di football americano statunitense
- 29 luglio - Nunzia Catalfo, politica italiana
- 29 luglio - Jeff Denham, politico statunitense
- 29 luglio - Yuichiro Hata, politico giapponese († 2020)
- 29 luglio - Diego Scaglia, ex rugbista a 15 e allenatore di rugby a 15 italiano
- 30 luglio - Cori Blakebrough, ex cestista canadese
- 30 luglio - Ann Brashares, scrittrice statunitense
- 30 luglio - Dmitrij Bystrov, calciatore e allenatore di calcio sovietico († 2005)
- 30 luglio - Marisol Espinoza, politica, avvocata e giornalista peruviana
- 30 luglio - Evangelos Marinakis, armatore e imprenditore greco
- 30 luglio - James Murphy, chitarrista e produttore discografico statunitense
- 30 luglio - Diego Riva, ex hockeista su ghiaccio, hockeista in-line e dirigente sportivo italiano
- 30 luglio - Pascal Smet, politico belga
- 30 luglio - Kyle Wieche, ex sciatore alpino statunitense
- 31 luglio - Marco Alloni, scrittore e giornalista italiano
- 31 luglio - Nina Bouraoui, scrittrice francese
- 31 luglio - Rodney Harvey, attore statunitense († 1998)
- 31 luglio - Minako Honda, cantante giapponese († 2005)
- 31 luglio - Mitsuo Iwata, doppiatore giapponese
- 31 luglio - Rudolf Martin, attore tedesco
- 31 luglio - Tony Massenburg, ex cestista statunitense
- 31 luglio - Enzo Polidoro, attore e comico italiano
- 31 luglio - Peter Rono, ex mezzofondista keniota
- 31 luglio - Heriberto Seda, serial killer statunitense
- 31 luglio - Tim Wright, compositore e musicista britannico
- 31 luglio - Elizabeth Wurtzel, scrittrice e giornalista statunitense († 2020)